# 花园中的女人
《花园中的女人》 （法語：Femmes au jardin）是法国画家克洛德·莫奈于1866年创作的一幅油画，现收藏于法国奥塞博物馆。这是一幅外光主义的巨大画作；由于画布的过大，莫奈必须将画布的上半部分放入他挖的沟渠中，以便他可以在整个作品中保持单一的视角。场景是他租用的房屋的花园。他当时的伴侣，同时也是他未来的妻子的卡米耶·东西厄为画中人物打样。莫奈在室内完成了作品，并参照杂志插图来绘制时尚的服装。
此时的莫奈处于实验作品绘画方式和主题的职业生涯的早期。他早期的画作在巴黎沙龙上取得了成功，但1867年《花园中的女人》以主题和叙事薄弱为由被巴黎沙龙拒绝了。巴黎沙龙也被莫奈沉重的笔触所困扰。然而这种风格此后成为印象派的标志之一。一位巴黎沙龙鉴定人评论说：“太多年轻人只想着继续朝着这个可恶的方向前进。现在是保护他们并拯救艺术的时候了！” 这幅画后来被同为艺术家的弗雷德里克·巴齐耶买下,以帮助经济不佳的莫奈。
尽管这幅画的收藏者奥赛博物馆评论说“莫奈巧妙地将裙子的白色渲染出来，将它们牢牢地固定在构图的结构中”，但艺术史专家，同时也是莫奈传记的作者克里斯托夫·海因里希指出了这幅画的缺陷。在这个视图中，人物似乎与场景的融合很差，画面右侧的女人“滑过地面，好像她的裙子里面藏着一辆手推车”。 然而，这幅画对光影的处理受到称赞，在这方面，这幅作品可能展示了莫奈的艺术道路。 